# Jamaikanische Badmintonmeisterschaft 1937
Die Jamaikanische Badmintonmeisterschaft 1937 fand in Kingston statt. Es war die erste Austragung der nationalen Titelkämpfe im Badminton von Jamaika. Es wurden nur die Doppeldisziplinen ausgetragen.

## Titelträger
| Disziplin    | Sieger                   |
| ------------ | ------------------------ |
| Herreneinzel | nicht ausgetragen        |
| Dameneinzel  | nicht ausgetragen        |
| Herrendoppel | T. Dennison D. S. Barham |
| Damendoppel  | J. P. Harris L. Marshall |
| Mixed        | T. Dennison Dennison     |